# としごろ
『としごろ』は、1973年4月14日に公開された日本映画。
松竹配給、市村泰一監督。和田アキ子主演映画と書かれた文献もある。

## 作品内容
中学校のバレー部は、先輩の章子がコーチとして指導している。京子は兄が支配人をするレストランで友達を歓迎する。昌子は卒業後工場に勤め、優子は高校バレー部へ進むが、優子の父は職人だが手に怪我をして働くことができない。バレー部コーチの沼田は、優子を自宅に引き取り、学費も出して応援するが、優子を優遇しすぎたため沼田の妻は実家へ帰ってしまう。キャプテンの淳子は、昌子との待ち合わせの途中、三人の不良に輪姦され、妊娠してしまう。悩んだ淳子は、たまたま海辺で遭遇したなんらかの悩み抱えた男子生徒の山岸と心中してしまう。やがて不良三人は章子から警察へ突き出され淳子の心中の理由は知れる。優子は膝を怪我し、実家へ戻され、高校をやめて就職しようとするが、膝は再起不能と聞かされて諦める。

## キャスト
- 大和田章子：和田アキ子
- 森川昌子：森昌子
- 藤沢淳子：石川さゆり
- 高木京子：山口百恵
- 堀口哲也：村野武範
- 歌手：西城秀樹
- 渡辺優子：秋谷陽子
- 岡部：堺正章
- 塚原雄二：夏夕介
- 山根透：川口亮
- 沼田正樹：森次晃嗣
- 沼田秀子：富山真沙子
- 藤沢武彦：藤村有弘
- 渡辺源三：谷村昌彦
- 町子：根岸明美
- 好子：武智豊子
- 高木京子の兄：東八郎

## 挿入歌
- 和田アキ子「私は歩いている」「星空の孤独」
- 森昌子「中学三年生」「せんせい」
- 堺正章「恋人時代」
- 西城秀樹「青春に賭けよう」

## スタッフ
- 監督：市村泰一
- 製作：瀬島光雄
- 脚本：元持栄美
- 音楽：小川寛興
- 撮影：小杉正雄
- 美術：梅田千代夫
- 照明：佐久間丈彦
- 編集：杉原よ志
- 録音：鈴木正男
- 助監督：福田幸平
- スチール：小尾健彦

## 製作
タイトルの『としごろ』から淡い青春映画をイメージするが、レイプに心中、家庭崩壊に労災とかなりハードな内容。山口百恵のデビューシングル 「としごろ」との関連も不明で、同曲のプロモーションには逆効果と見られ、ホリプロが押す新人、森昌子、石川さゆり、山口百恵の3人に何故このような映画を企画したのか分からない。『祭りの準備』や『旅の重さ』寄りの映画である。主演格は森昌子であるが、森は他の生徒より一年先輩のため、出演時間は、森と和田アキ子、石川さゆり、秋谷陽子、森次晃嗣の5人が同じくらいの出演時間で、山口百恵はセリフも少なく端役に近い。何故自身のデビューシングルをタイトルにした映画で出番が少ないのかも分からない。体重が一番重い時と見られ、セリフも棒読み。数年後に「一時代を築いたスター」と呼ばれるようになるとは、この時点で予言する人はいなかったのではないか。河原一邦は「百恵は集団で、かけ声をかけながら、ランニングしていただけだった」と評している。デビュー当時から百恵を知る加東康一は「山口百恵を抱えたホリプロにしたところで、どこかアンバランスな早熟さを漂わせた、醒めた感じの15歳の百恵が、これほどの爆発的な人気スターになろうとは夢想もしなかったに違いない」などと述べている。本作には芝居の上手いとされる役者は出ていないが、本業が歌手の出演者は全員棒読みに近い。
映画も古く資料も少ないためロケ地はあまり分からないが、最後の頃に「京浜総合病院」が映る。森昌子たちが学校に通うシーンの向うに東京湾のようなものが見えることから、品川区か大田区でのロケがメインと見られ、生徒たちの通学路に『ドラえもん』に登場する空き地の土管のような物が映る。森が働く設定の工場はかなり大きいため、今日も現存しているかもしれない。
和田アキ子が石川さゆりの仇を取るため不良グループと闘う場面があるが、負けてしまうためか、テレビ番組で和田の昔の番長時代の話になると『不良番長 一攫千金』か『女番長 野良猫ロック』の一場面が使われ、本作の映像が使われることはない。本作での和田は後輩思いのバレーボール部コーチ役で終始穏やかな表情。元スケバンの雰囲気は全くない。